# Xylopia trichostemon
Xylopia trichostemon este o specie de plante angiosperme din genul Xylopia, familia Annonaceae, descrisă de Robert Elias Fries. Conform Catalogue of Life specia Xylopia trichostemon nu are subspecii cunoscute.